# Calle del Postigo del Consuelo
La calle del Postigo del Consuelo fue una vía pública de la ciudad española de Segovia, ya desaparecida.

## Descripción
La vía nacía de la calle del Saúco ―llamada ahora del Obispo Gandásegui― y discurría hasta llegar a la plaza del Azoguejo. El postigo era uno de los tramos de las murallas de la ciudad. Aparece descrita en Las calles de Segovia (1918) de Mariano Sáez y Romero con las siguientes palabras:

Postigo del Consuelo.—Desde la calle del Saúco baja a la plaza del Azoguejo. Era una de las entradas de la Ciudad amurallada, se subía por una rampa desde el Azoguejo y se pasaba por una estrecha puerta en la muralla, que ha subsistido hasta hace no muchos años. Entre esta puerta y el Seminario estaba la fortaleza conocida por Torre Carchena, punto defensivo de esta parte de la Ciudad y que sirvió de cárcel en tanto se construía la que actualmente existe. El Postigo ha sufrido completa transformación en estos tiempos. Se ha derribado el muro donde estaba la puerta y se ha colocado una larga y robusta escalinata de piedra, en una bajada primera, de escalones de una sola pieza y después en rampa hasta el Azoguejo también con escalones. Desde esta bajada se contempla de perfil el Acuducto  [sic], produciendo un efecto incomparable la inmensa mole de piedra que avanza majestuosa por todo el largo de su recorrido hacia San Francisco. El último arco del Acueducto que cerraba la entrada desde la calle del Saúco al Seminario fué derribado a pretexto de mayor amplitud de la calle; y la subida al Puente, que antes se hacía por lo alto de la puerta del Postigo, ahora se verifica hacia la entrada del Corralillo de San Sebastián. Se ha adecentado mucho este sitio, pero convendría evitar que chicos y grandes conviertan la hermosa escalinata en inmundo vertedero.
(Sáez y Romero, 1918, pp. 132-133)